# Ефраим Кишон
Ефраим Кишон (хебр. אפרים קישון; Ephraim Kishon, Будимпешта, 23. август 1924 — Апенцел, 29. јануар 2005) био је израелски сатиричар, драматург, сценариста и филмски редитељ.

## Биографија
Рођен је у Будимпешти (Мађарска) као Ференц Хофман. Студирао је ликовну уметност, сликарство и скулптуру, а током студија је писао хумористичке есеје и сценска дела. Преживљава холокауст током Другог светског рата и након 1945. мења презиме у Кишонт. Емигрирао је у Израел 1949. где му је имиграциони радник променио име у Ефраим Кишон.
Иако није знао хебрејски, брзо га је савладао и постаје аутор сатиричне колумне у дневнику на једноставном хебрејском, Омер (Omer), већ после две године. Од 1952. је био аутор колумне Хад Гадја ("Had Gadya") у дневнику Ма'арив (Ma'ariv). Посветио се писању политичке и социјалне сатире, али је писао и дела чистог хумора, тако да је убрзо ова колумна постала најпопуларнија у целој земљи. Његов изврсни смисао и за језик и за ликове је применио и у бројним скечевима за позоришта. Своју супругу (невезано коју) увек у делима ословљава са најбоља од свих жена.

## Дела
- Код куће је најгоре
- Није фер, Давиде
- Mein Kamm - Мој чешаљ
- Приручник за менаџере
- Благо оном ко верује
- Књига за пореске обвезнике
- Једнодневне мушице живе дуже
- Срећковић
- Кита боли море
- Кућна апотека за здраве
- Лисац у кокошињцу
- Приче о животињама
- Помози свету на своју штету
- Рај у најам
- Нема нафте, Мојсије

## Награде
- Нордау награда за књижевност 1953. године;
- Соколов награда за новинарство 1958. године;
- Кинор Давид награда 1964. године;
- Биалик награда за књижевност 1998. године;
- Израелска награда за животно достигнуће и посебан допринос друштву и држави Израел 2002. године.[3]